# Colisión del Buque Escuela Cuauhtémoc con el puente de Brooklyn
La colisión del Buque Escuela Cuauhtémoc con el puente de Brooklyn fue un incidente marítimo ocurrido el 17 de mayo de 2025 cuando el ARM Cuauhtémoc (BE-01) de la Armada de México impactó contra el puente de Brooklyn al realizar maniobras de zarpe en la ciudad de Nueva York, Estados Unidos. Los mástiles del buque impactaron la parte inferior del puente, lo que provocó el colapso de parte de la jarcia (los cables que sostienen los mástiles) con un saldo de 2 muertes y múltiples heridos a bordo.

## Antecedentes
El buque escuela Cuauhtémoc es un bricbarca de tres mástiles perteneciente a la Armada de México. Tiene como propósito que los cadetes egresados de la Heroica Escuela Naval Militar reciban instrucción práctica en ciencias navales y realicen viajes internacionales de buena voluntad. Fue construido en los Astilleros y Talleres de Celaya, en Bilbao, España para la Armada de México y botado el 29 de julio de 1982 en el muelle de Santurce; arribó al puerto de Veracruz el 18 de septiembre.
El 6 de abril de 2025 el velero Cuauhtémoc zarpó del puerto de Acapulco, Guerrero, para comenzar el crucero de instrucción «Consolidación de la independencia de México 2025», programado para durar ocho meses y visitar 22 puertos de 15 países con una tripulación de 277 elementos (64 mujeres y 213 hombres), de los cuales 175 eran cadetes, la promoción más numerosa hasta entonces. La fecha de retorno, el 20 de noviembre, coincide con la toma de San Juan de Ulúa en Veracruz, el último enfrentamiento marítimo de la guerra de Independencia de México.
El 13 de mayo arribó a Nueva York y atracó en el muelle 17 del museo South Street Seaport donde permaneció abierto al público durante cinco días. El muelle está aproximadamente a 250 m de distancia del puente de Brooklyn y tiene un gálibo (altura máxima permitida) de 39 m, inferior a los 45.5 m de altura del Cuauhtémoc.  El Cuauhtémoc se iba a dirigir al sur de Nueva York con una escala en el puerto para recargar combustible antes de partir hacia Islandia.

## Cronología del incidente

### 20:20 horas - Inicio de maniobras:
- 20:20 horas: El Cuauhtémoc inició la maniobra de zarpe navegando a popa (hacia atrás) a 2-2.3 nudos (3.7-4.3 km/h) asistido por un remolcador de la compañía McAllister Towing.[10]  Poco tiempo después de zarpar aceleró a 6 nudos (11 km/h).[11]
- Condiciones ambientales:
  - Viento: 10 nudos (18.8 km/h).[12]
  - Corriente: 0.3 nudos en dirección al Puente de Brooklyn.[12]

### 20:24 horas - Pérdida de control:
- 20:24 horas: Se emitieron tres llamados de auxilio por radio de alta frecuencia, aunque no se confirmó si provenían del buque.[12][13]
- Reporte del faro Robbins Reef:
  - Vientos del oeste de 16 km/h con rachas de 26 km/h.[12]

### 20:24:45 horas - Impacto:
- 20:24:45 horas: El mástil de mesana (trasero) impactó contra el puente a 6 nudos de velocidad.[12]
- 20:26 horas: La policía de Nueva York comenzó a recibir llamadas al 911.[12]

### 20:27 - Respuesta de emergencias:20:27 horas: El buque se detuvo.[12]
- 20:30 horas: Llegaron unidades de la Unidad Portuaria del Departamento de Policía de Nueva York (NYPD) y el Departamento de Bomberos de Nueva York (FDNY).[12]
- 20:45 horas:
  - Servicios médicos comenzaron a atender y transportar a los heridos al Hospital Bellevue.[13]
  - Movilización de más de 100 efectivos de bomberos y rescate.[14]
- 22:06 horas: Cierre del puente al tráfico vehicular para evaluación estructural.[12][15]

### 02:00 horas (18 de mayo):
- 02:00 horas: El buque fue remolcado a un muelle para investigaciones conjuntas de la Guardia Costera de los Estados Unidos y la Armada de México.[14]

## Consecuencias
Inmediatamente después del choque, el buque fue atracado en el muelle mientras la Armada de México, en coordinación con las autoridades estadounidenses, evaluaba los daños. La Secretaría de Marina de México emitió un comunicado público confirmando la colisión y prometiendo transparencia durante la revisión en curso. El puente de Brooklyn no sufrió daños estructurales importantes, aunque todos los carriles a ambos lados se cerraron brevemente antes de reabrirse a las 22:30. El Departamento de Transporte de la Ciudad de Nueva York no emitió declaraciones específicas sobre el estado del puente, pero se programaron cierres de mantenimiento rutinarios poco después del incidente. Según un portavoz, el alcalde de la ciudad de Nueva York, Eric Adams, fue informado sobre la colisión y se espera que viaje al lugar del incidente. El Departamento de Policía de Nueva York publicó en X: «Se espera tráfico pesado y una gran presencia de vehículos de emergencia en el área circundante».
Durante la madrugada del 19 de mayo llegaron al aeropuerto de Veracruz 172 cadetes y dos oficiales de la Heroica Escuela Naval Militar y cinco tripulantes del buque. De los 22 heridos, 18 regresaron tras mostrar mejorías y 2 permanecen hospitalizados en Nueva York. Los fallecidos son América Yamilet Sánchez, cadete de 20 años originaria de Xalapa, Veracruz, y Adal Jair Marcos, marino de 23 años originario de San Mateo del Mar, Oaxaca. Los cuerpos fueron repatriados a México por la tarde del mismo día y transportados a Antón Lizardo para rendirles un homenaje y posteriormente trasladados con sus familias.

## Investigación
La Junta Nacional de Seguridad en el Transporte (NTSB) investiga actualmente el incidente. La Armada de México declaró que realizará una investigación interna.